# Claus Lundekvam
Claus Lundekvam (Austevoll, Noruega, 22 de febrero de 1973) es un exfutbolista noruego, se desempeñaba como defensa y lateral y jugó gran parte de su carrera deportiva en el Southampton FC.

## Clubes
| Club           | País       | Año         | Partidos | Goles |
| SK Brann       | Noruega    | 1993 - 1996 | 53       | 1     |
| Southampton FC | Inglaterra | 1996 - 2008 | 357      | 2     |

- Datos: Q1098697